# Hylaea rufostrigaria
Hylaea rufostrigaria là một loài bướm đêm trong họ Geometridae.